# FK Zorja Luhansk
FK Zorja Luhansk (ukr. Зоря Луганськ) ukrajinski je profesionalni nogometni klub, prije znan kao Zorja Vorošilovgrad i Zorja-MALS.
Klub je nastupio u 1. sezoni ukrajinske 1. lige, igrali su 5 sezona do ispadanja u 2. ligu. 1997. ispali su u čak u 3. ligu, a vratili se tek 2003. Nakon sezone 2005./06. vratili su se opet u elitno nogometno društvo. Najveći uspjeh im je osvajanje SSSR prvenstva 1972. godine, te dva finala kupa iste države, 1974. i 1975.